# Geobatrachus walkeri
Geobatrachus walkeri är en groddjursart som beskrevs av Alexander Grant Ruthven 1915. Geobatrachus walkeri är ensam i släktet Geobatrachus. IUCN kategoriserar arten globalt som starkt hotad. Inga underarter finns listade i Catalogue of Life.
Groddjuret ingår enligt Catalogue of Life i familjen Strabomantidae och enligt IUCN i familjen Craugastoridae. Enligt Amphibian Species of the World går det hittills inte att bestämma vilken familj arten tillhör. Geobatrachus walkeri lever i en bergstrakt i norra Colombia mellan 1500 och 2870 meter över havet. Regionen är täckt av skog där arten gömmer sig under stenar och på andra skyddade platser. Groddjuret kan vara aktiv på dagen och på natten.